# Ellenberg (Wallstawe)
Ellenberg ist ein Ortsteil der Gemeinde Wallstawe im Altmarkkreis Salzwedel in Sachsen-Anhalt.

## Geographie
Das Dorf Ellenberg liegt etwa 19 km südwestlich der Kreisstadt Salzwedel in der Altmark. Von dort kann man es über die Landesstraße 8 und die Kreisstraße 1385 erreichen. Östlich des Dorfes fließt der Molmker Bach.
Nachbarorte sind Nipkendey im Westen, Wiersdorf im Nordwesten, Langenapel im Norden, Wallstawe im Osten und Hilmsen im Süden.

## Geschichte

### Mittelalter bis Neuzeit
Ellenberg hat auf den Urmesstischblatt aus dem Jahre 1823 die Form eines Angerdorfs mit Kirche, durch Veränderungen entwickelte es sich zum Haufendorf.
Das Dorf Ellenberg wurde 1161 erstmals als ellenbeke erstmals urkundlich erwähnt, als Bischof Hermann von Verden eine Schenkung des Grafen von Wertbeck über acht Dörfer an das Kloster Diesdorf bestätigt. im Jahre 1291 verkaufte Herzog Heinrich von Braunschweig 3 Hufen Land im Dorf Ellenberge zusammen mit der Kapelle an das Kloster Diesdorf. 1304 wurden weitere Besitzungen in Ellenberge dem Kloster verkauft. Im Landbuch der Mark Brandenburg von 1375 wird das Dorf als Ellenberghe aufgeführt.
Im Jahre 1953 entstand die erste Landwirtschaftliche Produktionsgenossenschaft vom Typ III, die LPG „Erich Weinert“.
Die Gemeinde Ellenberg gehörte zur Verwaltungsgemeinschaft Beetzendorf-Diesdorf und lag im Altmarkkreis Salzwedel.

### Herkunft des Ortsnamens
Jürgen Udolph führt den Ortsnamen auf die altsächsisch-althochdeutschen Worte „Elme, Ulme“ zurück.
Heinrich Sültmann übersetzt den Namen zu „Elchberg“ und leitet das ab aus 1161 ellenbecke (ist hier wohl verschrieben) und 1443 ellenberge vom mittelhochdeutschen Wort „elhe“ für „Ellend, Elentier, Elch“.

### Eingemeindungen
Ellenberg gehörte ursprünglich zum Salzwedelischen Kreis der Mark Brandenburg in der Altmark. Von 1807 bis 1813 lag es im Kanton Diesdorf auf dem Territorium des napoleonischen Königreichs Westphalen. Nach weiteren Änderungen kam es 1816 in den Kreis Salzwedel, den späteren Landkreis Salzwedel im Regierungsbezirk Magdeburg in der Provinz Sachsen in Preußen.
Am 25. Juli 1952 wurde die Gemeinde Ellenberg in den Kreis Salzwedel umgegliedert. Am 1. Juni 1973 wurden die Gemeinden Hilmsen und Wiershorst (mit den Ortsteilen Deutschhorst, Wiersdorf und Nipkendey) aus dem Kreis Salzwedel in die Gemeinde Ellenberg eingemeindet. Wiershorst wurde damit aufgelöst. Es war am 1. April 1935 durch den Zusammenschluss der Gemeinden Deutschhorst und Wiersdorf entstanden. Nipkendey war bei der Auflösung des Gutsbezirks Deutschhorst am 17. Oktober 1928 zur Landgemeinde Deutschhorst gekommen.
Durch einen Gebietsänderungsvertrag haben die Gemeinderäte der Gemeinden Wallstawe (am 19. November 2008), Ellenberg (am 20. November 2008) und Gieseritz (am 18. November 2008) beschlossen, dass ihre Gemeinden aufgelöst und zu einer neuen Gemeinde mit dem Namen Wallstawe vereinigt werden. Dieser Vertrag wurde vom Landkreis als unterer Kommunalaufsichtsbehörde genehmigt und trat am 1. Juli 2009 in Kraft.
Damit kamen am 1. Juli 2009 die ehemaligen Ellenberger Ortsteile Deutschhorst, Hilmsen, Nipkendey und Wiersdorf mit dem neuen Ortsteil Ellenberg zur Gemeinde Wallstawe.

### Einwohnerentwicklung
| Jahr | Einwohner |
| ---- | --------- |
| 1734 | 076       |
| 1774 | 072       |
| 1789 | 127       |
| 1798 | 115       |
| 1801 | 117       |
| 1818 | 115       |

| Jahr | Einwohner |
| ---- | --------- |
| 1864 | 249       |
| 1871 | 242       |
| 1885 | 254       |
| 1892 | [00]274   |
| 1895 | 293       |
| 1900 | [00]199   |

| Jahr | Einwohner |
| ---- | --------- |
| 1905 | 323       |
| 1910 | [00]326   |
| 1925 | 359       |
| 1939 | 319       |
| 1946 | 480       |
| 1964 | 383       |

| Jahr | Einwohner |
| ---- | --------- |
| 1971 | 332       |
| 1981 | 530       |
| 1993 | 473       |
| 2006 | 428       |
| 2007 | 418       |
| 2015 | [00]208   |

| Jahr | Einwohner |
| ---- | --------- |
| 2018 | [00]206   |
| 2020 | [00]212   |
| 2021 | [00]222   |
| 2022 | [00]219   |
| 2023 | [0]210    |

Quelle, wenn nicht angegeben, bis 2006:

## Religion
Die evangelische Kirchengemeinde Ellenberg gehörte früher zur Pfarrei Dähre. Sie wurde 1978 nach Hilmsen umgepfarrt und gehört seitdem mit Hilmsen zum Kirchspiel Wallstawe, das heute betreut wird vom Pfarrbereich Diesdorf im Kirchenkreis Salzwedel im Bischofssprengel Magdeburg der Evangelischen Kirche in Mitteldeutschland.

## Politik

### Bürgermeister
Der letzte Bürgermeister der Gemeinde war Jörg Kunert.

### Wappen
Blasonierung: „In Blau auf gewölbtem, mit fünf steigenden grünen Eichenblättern belegtem goldenen Schildfuß einen schreitenden silbernen Hirsch mit zehnendigem goldenen Geweih und goldenen Hufen.“
Das Wappen wurde vom Heraldiker Uwe Reipert gestaltet.

## Kultur und Sehenswürdigkeiten
- Die evangelische Dorfkirche Ellenberg ist ein turmloser spätgotischer Feldsteinbau[20] und wohl ein Nachfolger der 1291 vom Kloster Diesdorf erworbenen Kapelle.[5] Von Außen zierte ein kleiner Turm (Dachreiter) die Kirche. Da der Reiter marode war, wurde er zwischen 1909 und 1910 abgetragen und nicht mehr ersetzt. Die Kirche hatte an der Süd- und Nordseite jeweils einen Erker. 1943 wurde das Dach durch den Abwurf einer Luftmine abgedeckt. Der Wiederaufbau erfolgte der Einfachheit halber ohne die Erker.[21]
- In Ellenberg steht an der Kirche ein Denkmal für Gefallenen der Kriege des 19. Jahrhunderts, ein Denkmalsäule. Ein Denkmal für die Gefallenen des Ersten und Zweiten Weltkriegs, steht versteckt an der Lindenstraße, ein Sockel aus Findlingen und aufgesetztem Obelisk.[22]
- Der Friedhof befindet sich im Osten des Dorfes.

### Vereine
- Förderverein der Feuerwehrblaskapelle Ellenberg e.V.

### Wirtschaft
In der Nähe von Ellenberg gibt es den Erdgasspeicher Peckensen mit fünf unterirdischen Kavernen.